# Kreisamt Tennstedt
Das Kreisamt Tennstedt war eine im Thüringer Kreis gelegene territoriale Verwaltungseinheit des 1806 in ein Königreich umgewandelten Kurfürstentums Sachsen.
Es entstand 1656/57 bei der Bildung des albertinischen Sekundogenitur-Fürstentums Sachsen-Weißenfels. Seine Aufgabe war die Aufsicht über die Schriftsassen von drei Ämtern der Sekundogenitur und die Wahrnehmung der kursächsischen Hoheitsansprüche in den außerhalb des wettinischen Territoriums gelegenen Gebieten Thüringens. Nach dem Heimfall von Sachsen-Weißenfels im Jahr 1746 behielt das Kreisamt seine bisherigen Funktionen, bis es 1815 an das Königreich Preußen abgetreten wurde.

## Geschichte
Das Kurfürstentum Sachsen behielt sich bei der Einrichtung des Sekundogenitur-Fürstentums Sachsen-Weißenfels im Jahr 1656/57 die Aufsicht über die Schriftsassen in den Ämtern, die der Sekundogenitur überlassen wurden, vor. Das neu geschaffene „Kreiskommissionsamt Tennstedt“ übernahm diese Funktion für die drei Ämter Langensalza, Weißensee und Sangerhausen im oberen Distrikt des Thüringer Kreises. Unmittelbar unterstellt war dem Kreisamt nur die schriftsässige Stadt Tennstedt.
Die Wahrnehmung der kursächsischen Hoheitsansprüche in den thüringischen Gebieten außerhalb des wettinischen Territoriums war eine weitere Aufgabe des Kreisamts. Zu diesen Gebieten zählte u. a. der Erfurter Staat, die Grafschaft Gleichen, die Niederherrschaft Kranichfeld, die Herrschaft Blankenhain, Göllingen, die Ganerbschaft Treffurt mit der Vogtei Dorla, die Grafschaft Stolberg, Großmonra, die schwarzburgisch-stolbergischen Ämter Kelbra und Heringen und das schwarzburgische Amt Ebeleben. 
Nach dem Erlöschen der Nebenlinie Sachsen-Weißenfels fiel das Kreisamt Tennstedt im Jahr 1746 unter Beibehaltung seiner Funktionen an das Kurfürstentum Sachsen zurück. Durch die Ernennung des Kurfürstentums Sachsen zum Königreich gehörte das Kreisamt ab 1806 zum Königreich Sachsen.
Nach der Periode der französischen Herrschaft wurden in Folge der Niederlage des Königreichs Sachsen auf dem Wiener Kongress im Jahr 1815 Gebietsabtretungen an das Königreich Preußen beschlossen, was u. a. den gesamten Thüringer Kreis mit seinen Ämtern betraf. 
Die Stadt Tennstedt gehörte seitdem zum neu gegründeten Landkreis Langensalza im Regierungsbezirk Erfurt der preußischen Provinz Sachsen, welcher auch die Aufsichtsrechte des aufgelösten Kreisamts übernahm.